# Jacqueline Ferrière
Pour les articles homonymes, voir Ferrière.
Jacqueline Ferrière est une actrice française, née le 17 juillet 1921 à Paris 17e où elle est morte le 3 juillet 2024.
Spécialisée dans le doublage, elle prête notamment sa voix à Ava Gardner dans la plupart de ses films, ainsi qu'à Jane Russell, Grace Kelly et Tippi Hedren dans Les Oiseaux et Pas de printemps pour Marnie.

## Biographie
De son véritable nom Jacqueline Veillot, elle naît le 17 juillet 1921 dans le 17e arrondissement de Paris de Marcel Jules Veillot, comptable décoré de la croix de guerre et Suzanne Marcelle Chéry, sans profession.
Peu présente au théâtre et au cinéma, elle devient dans les années 1950 une des principales comédiennes de doublage françaises, prêtant notamment sa voix grave à Ava Gardner, Lana Turner ou encore Tippi Hedren. 
Jacqueline Ferrière meurt le 3 juillet 2024 dans le 17e arrondissement de Paris, à l’âge de 102 ans. Elle faisait partie du cercle des actrices francophones centenaires aux côtés de Renée Simonot (1911-2021),, Sabine André (1913-2011), Lucienne Legrand (1920-2022) et Micheline Presle (1922-2024).

## Théâtre
- 1946 : Élisabeth, la femme sans homme d'André Josset, théâtre de la Renaissance : Mary Howard
- 1950 : Les Démoniaques de Michel Durafour, mise en scène Maurice Escande, théâtre du Palais de la Méditerranée (Nice) : Marie-Hélène
- 1953 : Je l’aimais trop de Jean Guitton, mise en scène Christian-Gérard, théâtre des Célestins : Marie-Louise Lorette

## Filmographie
- 1941 : Chèque au porteur : Simone
- 1945 : Échec au roy de Jean-Paul Paulin : Mlle d'Aumale
- 1968 : L'Écume des jours de Charles Belmont

## Doublage

### Cinéma

#### Films
- Ava Gardner dans : 
  - Ville haute, ville basse (1949) : Isabel Lorrison
  - Pandora (1951) : Pandora Reynolds
  - Show-Boat (1951) : Julia LaVerne
  - Les Neiges du Kilimandjaro (1952) : Cynthia Green
  - L'Étoile du destin (1952) : Martha Ronda
  - Vaquero (1953) : Cordelia Cameron
  - Mogambo (1953) : Eloise Y. Honey Bear Kelly
  - Les Chevaliers de la Table ronde (1953) : Guenièvre
  - La Comtesse aux pieds nus (1954) : Maria Vargas
  - La Croisée des destins (1956) : Victoria Jones
  - Le Soleil se lève aussi (1957) : Lady Brett Ashley
  - La Petite Hutte (1957) : Lady Susan Ashlow
  - Le Dernier Rivage (1959) : Moira Davidson
  - La Bible (1966) : Sarah

- Jane Russell dans :
  - Le Paradis des mauvais garçons (1952) : Julie Benson
  - Les hommes préfèrent les blondes (1953) : Dorothy Shaw (voix parlée)
  - La Vénus des mers chaudes (1955) : Theresa Gray
  - Les Implacables (1955) : Nella Turner (voix parlée)
  - L'Ardente Gitane (1956) : Annie Caldash

- Lana Turner dans :
  - Mirage de la vie (1959) : Lora Meredith
  - Meurtre sans faire-part (1960) : Sheila Cabot
  - Madame X (1966) : Holly Parker

- Tippi Hedren dans : 
  - Les Oiseaux (1963) : Melanie Daniels
  - Pas de printemps pour Marnie (1964) : Marnie Edgar
  - La Comtesse de Hong-Kong (1967) : Martha Mears

- Donna Reed dans :
  - Tant qu'il y aura des hommes (1953) : Anna « Lorene » Burke
  - Au sud de Mombasa (1956) : Ann Wilson

- 1949 : Pris au piège : Maxine (Ruth Brady)
- 1950 : Quand la ville dort : Doll Conovan (Jean Hagen)
- 1952 : La Revanche d'Ali Baba : Neela (Elena Verdugo)
- 1952 : Aveux spontanés : Sandy Tate (Audrey Totter)
- 1953 : Madame de... : Lola (Lia Di Leo)
- 1953 :  L'Homme au masque de cire : Cathy Gray (VF : Catherine) (Carolyn Jones)
- 1954 : Madame du Barry : la duchesse de Gramont (Gianna Maria Canale)
- 1954 : Le crime était presque parfait : Margot Wendice (Grace Kelly)
- 1954 : Le Secret des Incas : Kori-Tica (Yma Sumac)
- 1955 : Stella, femme libre : Stella (Melina Mercouri)
- 1955 : Dossier secret : Mily (Patricia Medina)
- 1955 : Les Îles de l'enfer : Janet Martin (Mary Murphy)
- 1955 : L'Homme au bras d'or : Molly Novotny (Kim Novak)
- 1956 : La Caravane des hommes traqués : Janet Hale (Marcia Henderson)
- 1956 : Roland, prince vaillant : Flamma (Gina Rovere)
- 1956 : L'Espion de la dernière chance : la fille en compagnie de Cole[Qui ?]
- 1957 : La Cité disparue : Dita (Sophia Loren)
- 1958 : Jeunes filles en uniforme : Mademoiselle von Bernburg (Lilli Palmer)
- 1959 : Au risque de se perdre : Mère Christophe (Beatrice Straight)
- 1959 : Tout près de Satan : Frau Bauer (Virginia Baker)
- 1960 : Ailleurs l'herbe est plus verte : Lady Hilary Rhyall (Deborah Kerr)
- 1963 : Le Guépard : la princesse Maria Stella Salina (Rina Morelli)
- 1963 : La Poupée diabolique : Magda Cardina (Sandra Dorne)
- 1966 : Les Nuits de l'épouvante : Gisèle de Brantome (Françoise Prévost)
- 1966 : Le Rideau déchiré : le docteur Koska (Gisela Fischer)
- 1967 : Le Ranch de l'injustice : Annabelle Pettijohn (Audrey Christie)
- 1967 : Une sacrée fripouille : Mrs. Packard (Alice Ghostley)
- 1967 : Le Diable à trois : la baronne invitée à la fête (Florence Marly)
- 1968 : Les Feux de l'enfer : Madelyn Buckman (Vera Miles)
- 1969 : Les Griffes de la peur : tante Danny (Eleanor Parker)

### Films d'animation
- 1959 : La Belle au bois dormant : Pimprenelle (1er doublage)